# Bucanero
Bucanero is een Cubaans biermerk. Het bier wordt gebrouwen in Brouwerij Bucanero (Cerveceria Bucanero S.A.) te Holguín. Bucanero Fuerte is samen met Cristal van dezelfde brouwerij, een van de populairste bieren van Cuba. In 2006 werd Bucanero Max, een ‘premium’ bier gelanceerd, dat in 2007 een gouden medaille behaalde op Monde Sélection te Brussel. Het bier wordt in het buitenland uitgebracht onder de naam Cubanero.

## Varianten
- Bucanero Fuerte, amberkleurig bier met een alcoholpercentage van 5,4%, ook gekend onder de naam Cubanero Fuerte
- Bucanero Max, goudblond ‘premium’ bier met een alcoholpercentage van 6,5%
- Bucanero Malta, een niet-alcoholische malt-drank